# Lasalleola obsona
Lasalleola obsona is een vliesvleugelig insect uit de familie Eulophidae. De wetenschappelijke naam is voor het eerst geldig gepubliceerd in 2003 door T. C. Narendran.